# Académie Straka
Pour les articles homonymes, voir Straka.
L’académie Straka (en tchèque : Strakova akademie) est le siège du gouvernement de la République tchèque.

## Style et histoire
Bâtiment de style néo-baroque, il est conçu par l'architecte Václav Roštlapil et construit entre 1891 et 1896. Il est imaginé par Jan Petr Straka, conseiller privé de l'empereur austro-hongrois, pour être un dortoir pour les enfants des familles les plus pauvres de la noblesse tchèque.

## Localisation
Il est situé dans le quartier de Malá Strana, dans le centre de Prague, en bordure de la Vltava.

## Images

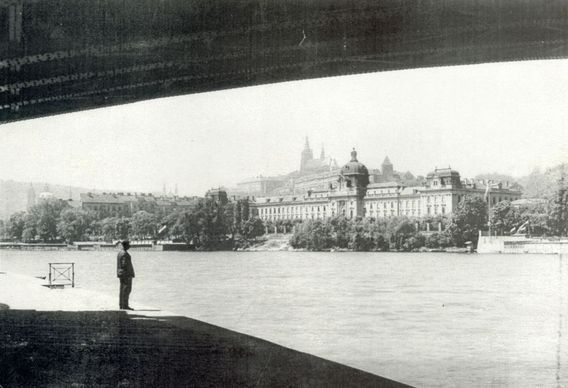
L'Académie Strakova, en 1914.
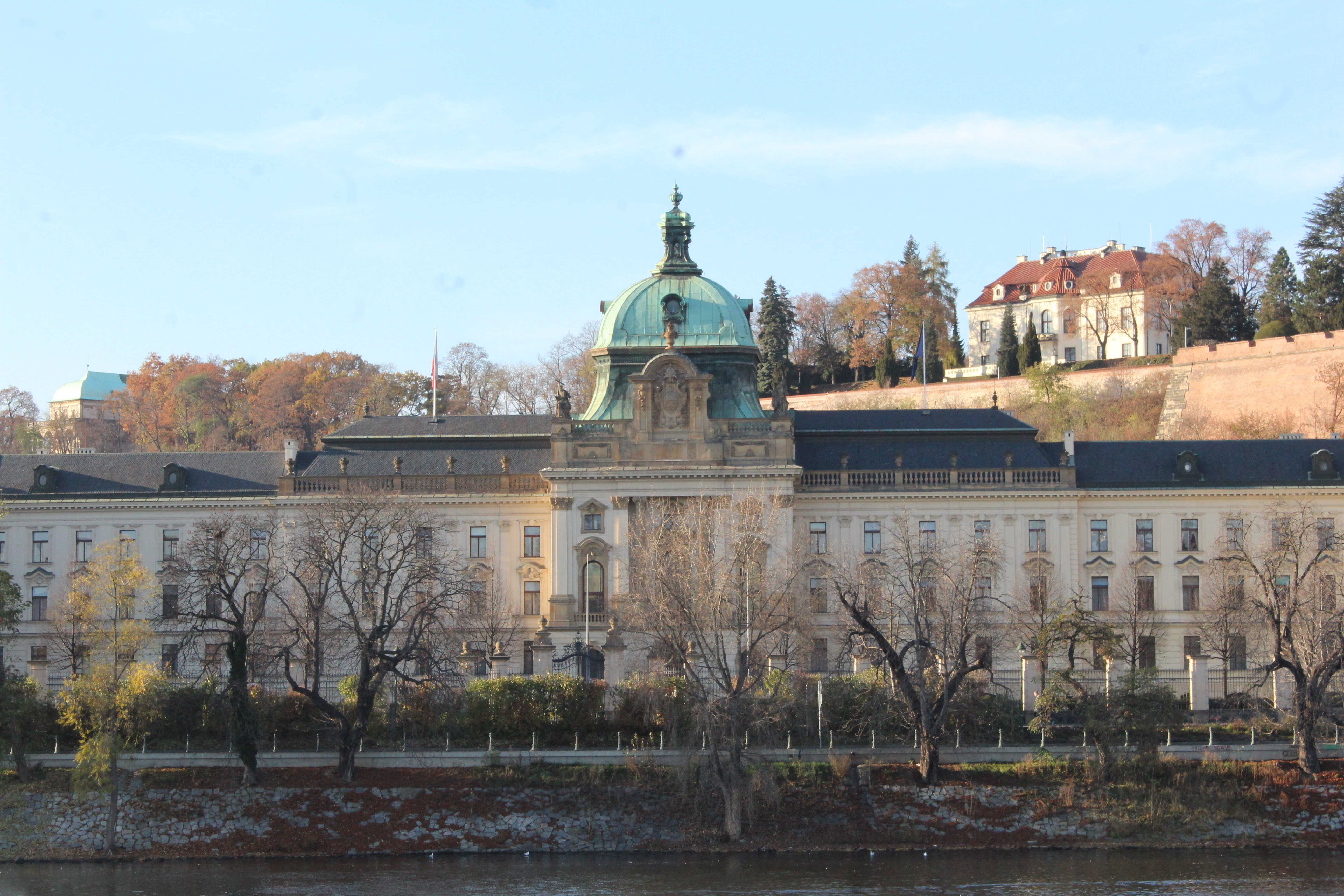
Façade
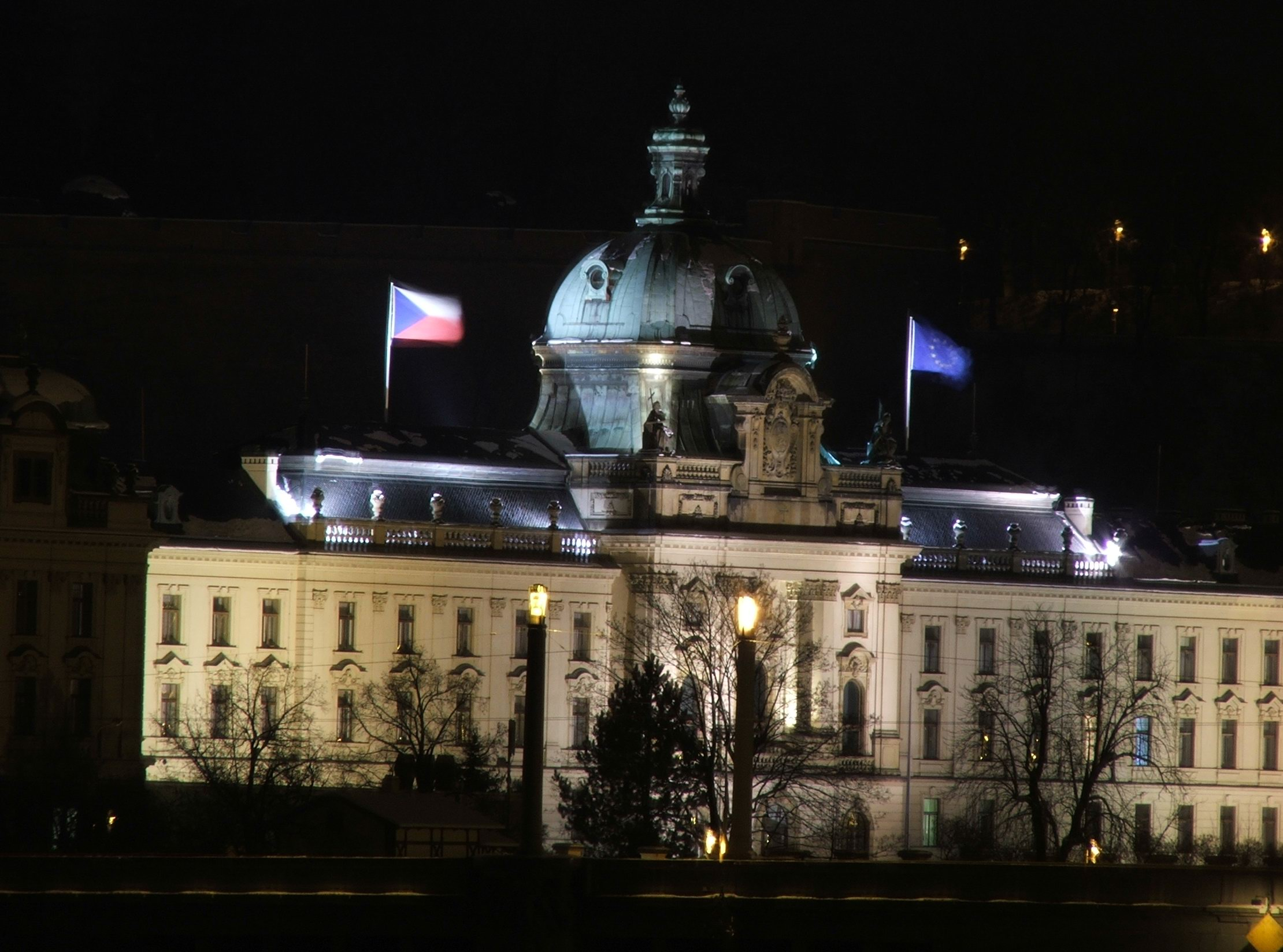
Vue de nuit
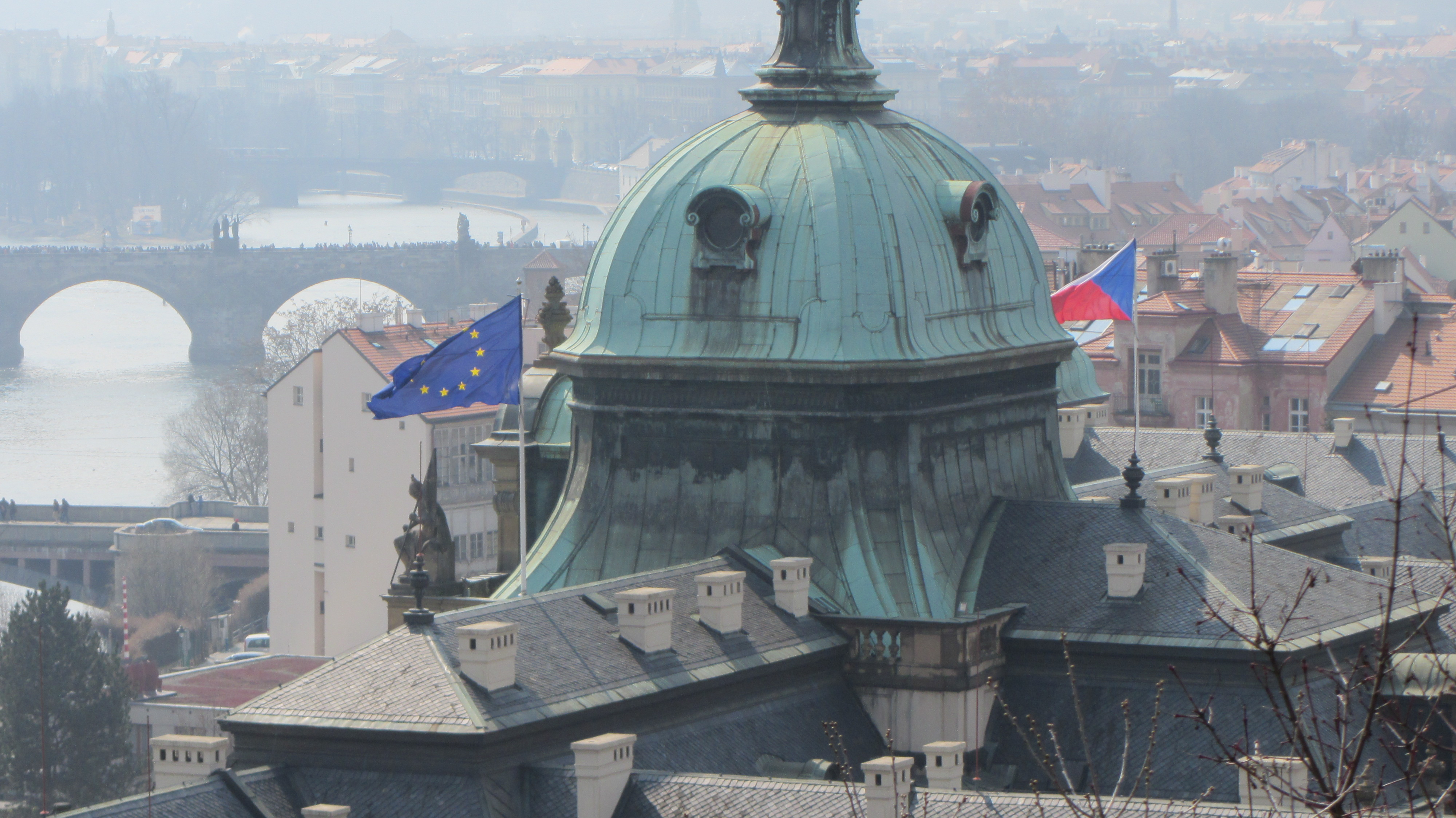
Coupole
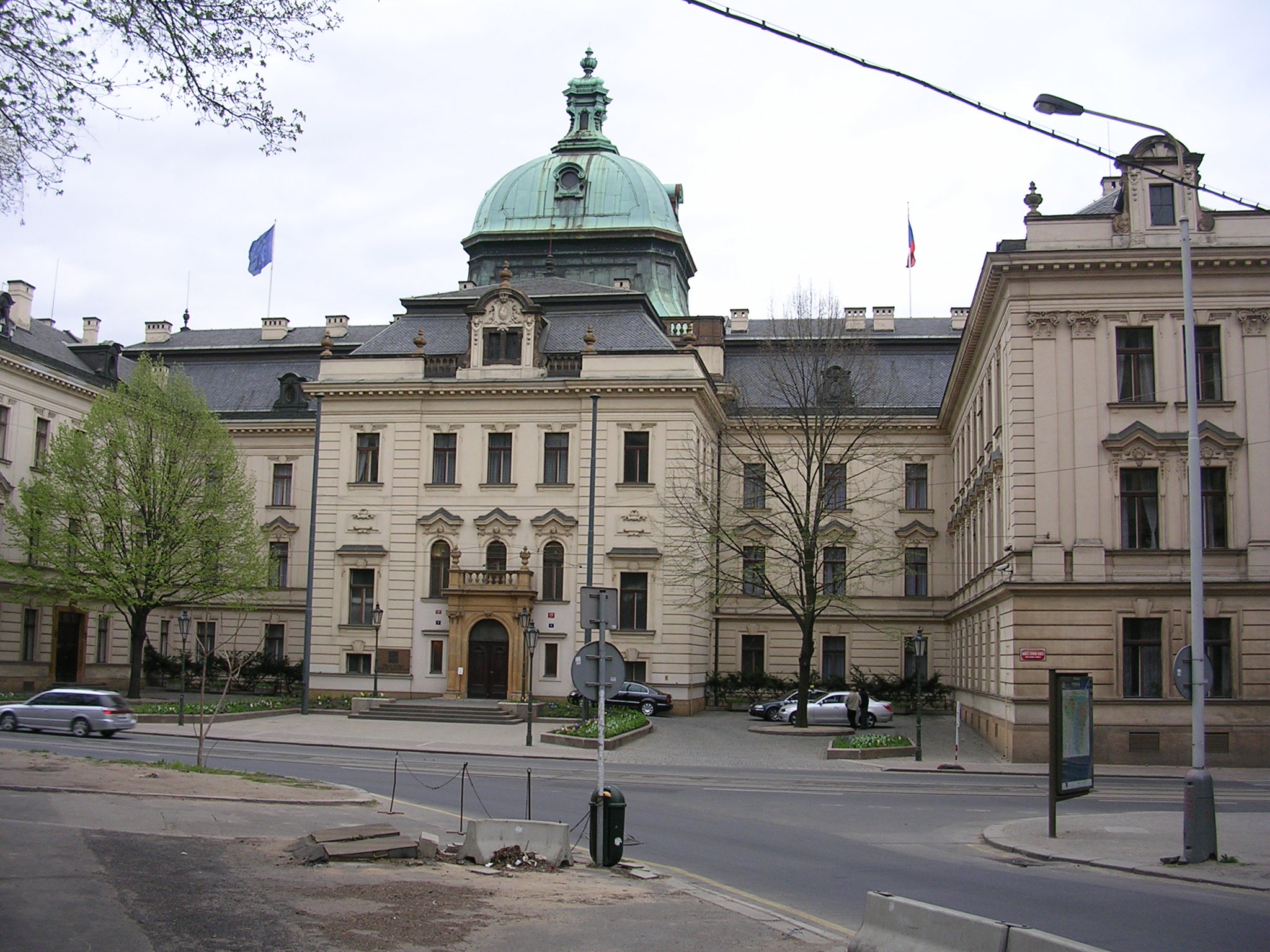
Façade sur la rue